# Dallas Texans (NFL)
I Dallas Texans sono stati una squadra di football americano della National Football League con sede a Dallas. Hanno fatto parte della National Conference, disputando solo la stagione 1952 ottenendo un risultato di 1 vittoria e 11 sconfitte.

## Giocatori importanti

### Membri dellaPro Football Hall of Fame
Quello che segue è l'elenco delle personalità che hanno fatto parte dei Dallas Texans che sono state ammesse nella Pro Football Hall of Fame con l'indicazione del ruolo ricoperto nella squadra, il periodo di appartenenza e la data di ammissione (secondo cui è stato ordinato l'elenco).
- Art Donovan, defensive tackle, ammesso nel 1968
- Gino Marchetti, defensive end, ammesso nel 1972